# Ørsted, Norddjurs kommun
Ørsted är en ort med 1 333 invånare i Norddjurs kommun, Danmark.
Namnet kommer ifrån ør 'grus' och -sted. Den ligger i ett område som tidigare var en ö. Släkten Ørsted (med bl.a. fysikern H.C. Ørsted) härstammar från orten.